# Callicera aurata
Callicera aurata es una especie de mosca sírfida. Se distribuyen por el Paleártico en Eurasia.